# مورامه
مورامِه (به فنلاندی: Muurame) یک منطقهٔ مسکونی در فنلاند است که در فنلاند مرکزی واقع شده‌است.

## خواهرخوانده
شهر دهستان الاتسکیوی خواهرخوانده‌ مورامه هستند.